# Premiul Locus pentru cea mai bună povestire
Premiul Locus pentru cea mai bună povestire este unul dintre Premiile Locus acordate anual de către revista Locus. Premiile sunt acordat pentru cea mai bună povestire apărută anul anterior.  
Primul premiu a fost acordat prima dată în 1971.

## Câștigători
Câștigătorii premiului Locus sunt următorii:
| An   | Povestire                                                                                    | Autor               |
| ---- | -------------------------------------------------------------------------------------------- | ------------------- |
| 1971 | "The Region Between"                                                                         | Harlan Ellison      |
| 1972 | "The Queen of Air and Darkness"                                                              | Poul Anderson       |
| 1973 | "Basilisk"                                                                                   | Harlan Ellison      |
| 1974 | "The Deathbird"                                                                              | Harlan Ellison      |
| 1975 | "The Day Before the Revolution"                                                              | Ursula K. Le Guin   |
| 1976 | „Croatoan”                                                                                   | Harlan Ellison      |
| 1977 | "Tricentennial"                                                                              | Joe Haldeman        |
| 1978 | "Jeffty Is Five"                                                                             | Harlan Ellison      |
| 1979 | "Count the Clock that Tells the Time"                                                        | Harlan Ellison      |
| 1980 | "The Way of Cross and Dragon"                                                                | George R. R. Martin |
| 1981 | "Grotto of the Dancing Deer"                                                                 | Clifford D. Simak   |
| 1982 | "The Pusher"                                                                                 | John Varley         |
| 1983 | "Sur"                                                                                        | Ursula K. Le Guin   |
| 1984 | "Beyond the Dead Reef"                                                                       | James Tiptree, Jr.  |
| 1985 | "Salvador"                                                                                   | Lucius Shepard      |
| 1986 | "With Virgil Oddum at the East Pole"                                                         | Harlan Ellison      |
| 1987 | "Robot Dreams"                                                                               | Isaac Asimov        |
| 1988 | "Angel"                                                                                      | Pat Cadigan         |
| 1989 | "Eidolons"                                                                                   | Harlan Ellison      |
| 1990 | "Lost Boys"                                                                                  | Orson Scott Card    |
| 1991 | "Bears Discover Fire"                                                                        | Terry Bisson        |
| 1992 | "Buffalo"                                                                                    | John Kessel         |
| 1993 | "Even the Queen"                                                                             | Connie Willis       |
| 1994 | "Close Encounter"                                                                            | Connie Willis       |
| 1995 | "None So Blind"                                                                              | Joe Haldeman        |
| 1996 | "The Lincoln Train"                                                                          | Maureen F. McHugh   |
| 1997 | "Gone"                                                                                       | John Crowley        |
| 1998 | "Itsy Bitsy Spider"                                                                          | James Patrick Kelly |
| 1999 | "Maneki Neko"                                                                                | Bruce Sterling      |
| 2000 | "macs"                                                                                       | Terry Bisson        |
| 2001 | "The Missing Mass"                                                                           | Larry Niven         |
| 2002 | "The Bones of the Earth"                                                                     | Ursula K. Le Guin   |
| 2003 | "October in the Chair"                                                                       | Neil Gaiman         |
| 2004 | "Closing Time"                                                                               | Neil Gaiman         |
| 2005 | "Forbidden Brides of the Faceless Slaves in the Nameless House of the Night of Dread Desire" | Neil Gaiman         |
| 2006 | "Sunbird"                                                                                    | Neil Gaiman         |
| 2007 | "How to Talk to Girls at Parties"                                                            | Neil Gaiman         |
| 2008 | "A Small Room in Koboldtown"                                                                 | Michael Swanwick    |
| 2009 | "Exhalation"                                                                                 | Ted Chiang          |
| 2010 | "An Invocation of Incuriosity"                                                               | Neil Gaiman         |
| 2011 | "The Thing About Cassandra"                                                                  | Neil Gaiman         |
| 2012 | "The Case of Death and Honey"                                                                | Neil Gaiman         |
| 2013 | "Immersion"                                                                                  | Aliette de Bodard   |
| 2014 | "The Road of Needles"                                                                        | Caitlín R. Kiernan  |
| 2015 | "The Truth About Owls"                                                                       | Amal El-Mohtar      |